# Stare Boiska
Stare Boiska [pronunciación en polaco: /ˈstarɛ ˈbɔi̯ska/] es un pueblo en el distrito administrativo de Gmina Józefów nad Wisłą, dentro del Distrito de Opole Lubelskie, Voivodato de Lublin, en el este de Polonia. Se encuentra aproximadamente 17 kilómetros al sur de Opole Lubelskie y 49 kilómetros al sudoeste de la capital regional, Lublin.